# Stephan Adami (lelkész)
Stephan Adami, magyarosított néven Adami István (?,? – Kisselyk, 1710.) evangélikus lelkész.
Kisselyken volt evangélikus lelkipásztor 1699 és 1710 között. Azonos nevű édesapja, mint berethalmi lelkész és evangélikus püspök halt meg 1679-ben, és Magyarország történetére vonatkozó kéziratokat hagyott hátra.

## Munkái
- Disputatio theologica de primis Christianis Adamo et Eva, ex Gen. III. Wittenberg. 1691.
- Materia philosophica ex theologia naturali veritatem existentiae divinae concernentem. Uo. 1691.
- Dissertatio morulis de consultatione Uo. 1691.